# Ettore Roesler Franz
Ettore Roesler Franz (Roma, 11 maggio 1845 – Roma, 26 marzo 1907) è stato un pittore italiano. 
Fondatore e più volte Presidente della Associazione degli Acquarellisti romani in Roma, è tra i pittori italiani dell’Ottocento che più hanno esposto e si sono affermati in Italia e all'estero. Noto per l'uso della tecnica dell'acquerello, appartiene alla corrente dei Realisti del tardo Ottocento.

## Biografia
Figlio di Luigi e di Teresa Biondi, la sua famiglia, tedesca dei Sudeti, si era trapiantata a Roma all'inizio del Settecento ed è citata in alcuni sonetti di Giuseppe Gioachino Belli. Ettore Roesler Franz inizia la sua attività artistica a 18 anni, dopo essere stato allievo dei Fratelli delle scuole cristiane di Trinità dei Monti, frequentò l’Accademia di San Luca insieme al suo amico fraterno Ettore Ferrari, poi deputato e Gran Maestro della Massoneria italiana e noto per il monumento a Giordano Bruno in piazza Campo de' Fiori a Roma.
Fin da giovane, Ettore ha un ottimo collegamento con gli ambienti anglosassoni, con cui condivideva sia la passione per le passeggiate tra le rovine romane e la via Appia Antica, sia interessi lavorativi, essendo impiegato dal 1864 al 1872 al consolato inglese dove conosce il console Joseph Severn, valido acquarellista ed amico fraterno di John Keats. In questi anni, Ettore Roesler Franz perfeziona la tecnica dell'acquarello perché lo ritiene il mezzo migliore per riprodurre le vedute campestri e la trasparenza dei cieli e delle acque.
Nel 1875, insieme a Nazzareno Cipriani, stende il progetto per l'Associazione degli Acquarellisti romani, cui aderiscono come soci fondatori Cesare Biseo, Vincenzo Cabianca, Onorato Carlandi, Pio Joris, Cesare Maccari, Attilio Simonetti, Gustavo Simoni e lo spagnolo Ramón Tusquets. Nel 1876 gli associati organizzano la loro prima mostra collettiva. Di tutte le opere realizzate, quella che più gli ha dato notorietà è la Roma sparita, per dirla con le sue parole: «Roma pittoresca. Memorie di un'era che passa». Si tratta di 120 acquerelli (di dimensione di circa 53×75 cm, orizzontali o verticali), suddivisi in tre serie di 40, e realizzati tra il 1878 e il 1896. Rappresentano efficaci testimonianze visive che precedono gli storici mutamenti nella struttura urbanistica di Roma, grazie alle quali è oggi possibile avere una documentazione storica degli scorci che stavano scomparendo.

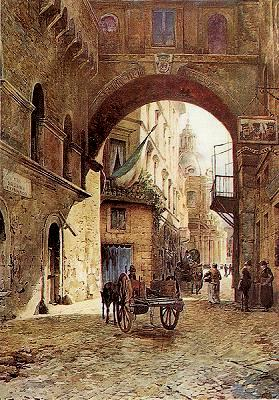
Via dell’Arco di San Marco

Ettore Roesler Franz è stato, tra le altre cose, tra i primi pittori a dipingere il Ghetto di Roma e nelle pubblicazioni odierne della comunità ebraica di Roma sono riprodotti i suoi acquarelli, come testimonianza dei suoi legami. Oltre agli scorci di Roma, i soggetti principali raffigurati da Ettore Roesler Franz sono la via Appia, gli acquedotti, Tivoli, Villa d'Este e i suoi dintorni, le paludi e le campagne. In parallelo all'attività romana, l'artista si muove con costanza in tutta Europa, come dimostrano le 23 esposizioni all'estero (Parigi, Londra, San Pietroburgo, Berlino, Dresda, Stoccarda, Monaco di Baviera, Vienna, Belgio ed Olanda) e le 46 in Italia (Milano, Torino, Roma, Firenze, Trieste, Venezia e Roma).
Nel 1879, quando muore Severn, Ettore e suo fratello Alessandro – nel frattempo diventato console di Inghilterra a Roma – contribuiscono, insieme ad altri intellettuali inglesi, all'erezione della stele sepolcrale nel Cimitero acattolico di Roma alla Piramide. Diciannove delle sue opere in questo periodo vengono acquistate da clienti "eccellenti": l'imperatrice Maria Fëdorovna di Danimarca, vedova dello zar di Russia Alessandro III, e suo figlio il Granduca Giorgio; Vittorio Emanuele II, Umberto I e Vittorio Emanuele III di Savoia; inoltre la regina Margherita e il Granduca d’Assia. Tra i suoi maggiori estimatori, Ettore Roesler Franz ha anche lo storico tedesco e cittadino onorario di Roma Ferdinand Gregorovius. Sei acquerelli furono comprati dall'allora Ministro delle finanze e statista Quintino Sella (1827-1884).
Un'altra conoscenza di spessore è quella con Giacomo Balla, che segna il suo esordio internazionale proprio con un ritratto ad olio di Ettore a Villa d’Este del 1902, con il quale viene ammesso alla Biennale di Venezia nel 1903. Da Balla, Franz imparò molto nell'arte dell'acquerello, tra cui la tecnica del chiaro scuro. Ettore Roesler Franz muore nella sua abitazione di piazza San Claudio, all'età di 62 anni ed è sepolto nel Cimitero del Verano di Roma. Ebbe una grande discendenza, sia tedesca che italiana, tra cui Margherita Roesler Franz (1915-1974), architetta romana e moglie di Cino Calcaprina (1911-1977).

### L'opera di Ettore Roesler Franz
I quadri di Ettore Roesler Franz sono una rara testimonianza a colori del mutamento della società alla fine del XIX secolo, rendendoci oggi l'immagine di Roma prima della nuova struttura urbanistica della città.

### Acquerelli di Roesler Franz in musei e collezioni private
Oltre alla collezione Roma Sparita, altri due acquerelli di Ettore Roesler Franz sono di proprietà del Comune di Roma e conservati al Museo di Roma a Palazzo Braschi.
Ci sono altri due acquerelli di proprietà pubblica: il primo ritrae "Re Vittorio Emanuele II di Savoia durante la sua prima visita ufficiale a Roma del 31 dicembre 1870 dopo l'inondazione del Tevere" e testimonia la venuta nella capitale del re sabaudo 100 giorni dopo la presa di Porta Pia; appartiene al Museo Centrale del Risorgimento al Vittoriano di Roma, mentre il secondo raffigura "Ponte Lupo - Poli 1898" ed appartiene al Comune di Tivoli. Questo secondo quadro fu donato da Ettore Roesler Franz l'8 dicembre 1903, per ricambiare la Giunta comunale di Tivoli per la consegna della pergamena della cittadinanza onoraria tiburtina, miniata da Giuseppe Cellini, conferitagli all'unanimità circa 6 mesi prima, il 6 febbraio 1903.

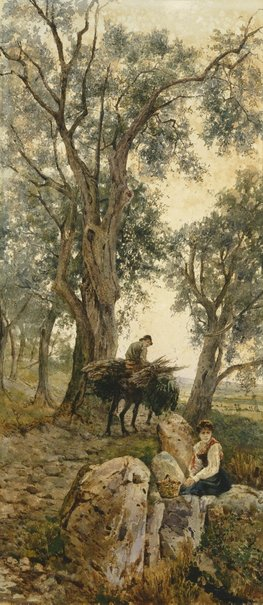
Begins the day by flattery - Art Gallery of South West (Sidney)

Altre sue cinque opere sono in musei privati: un acquerello nel Museum of Fine Arts di Boston, due al Southampton City Art Gallery, un altro alla Art Gallery of New South Wales di Sydney e un olio al Colchester & Ipswich Museum. Tre acquerelli fanno infine parte della collezione d'arte della Banca di Roma e altri tre della collezione d'arte del Gruppo bancario Intesa Sanpaolo.

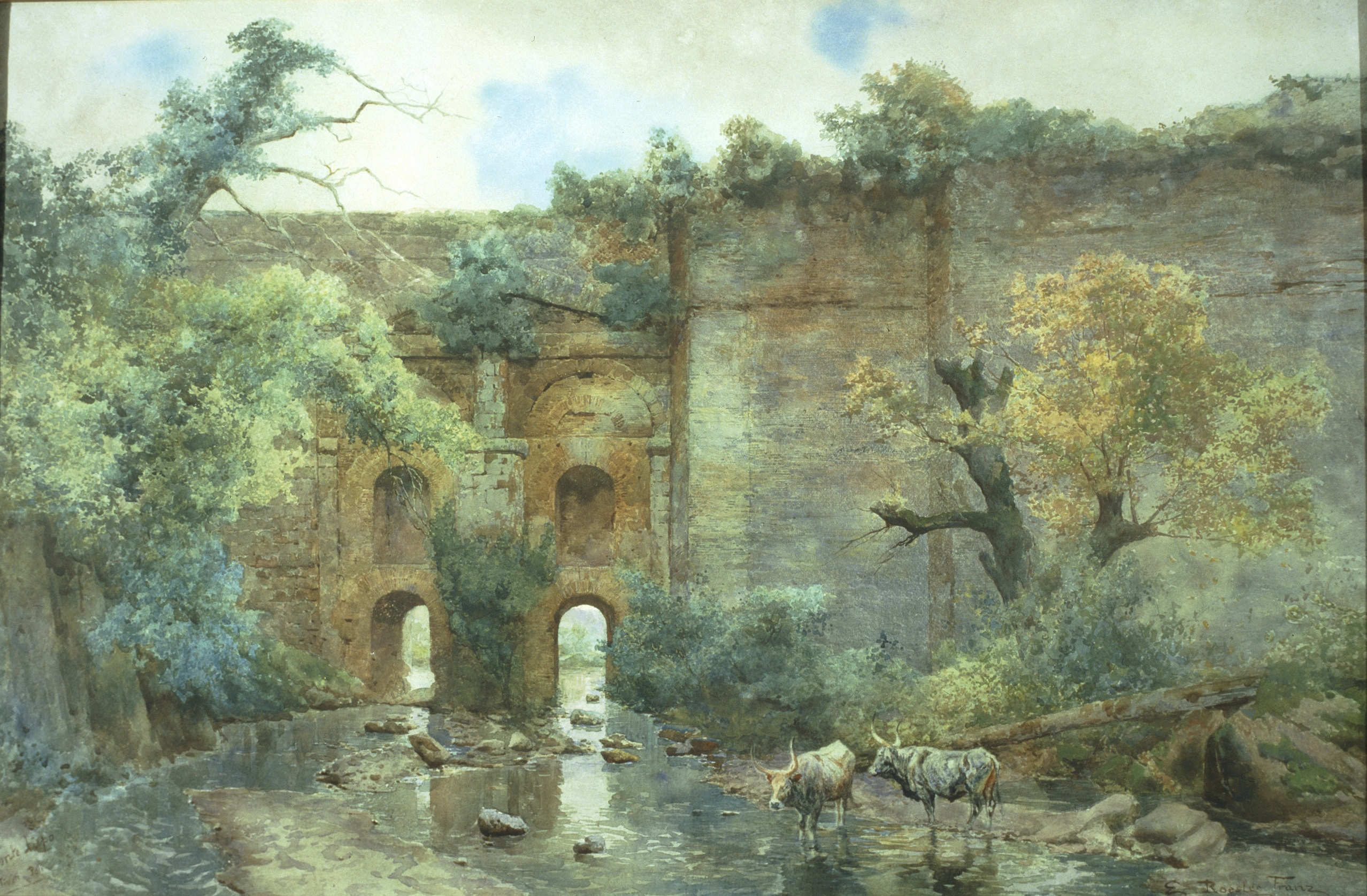
Tivoli Ponte Lupo – Poli. 1898

### Altre pubblicazioni
In occasione del 150º anniversario della sua nascita, l'11 maggio 1995 le Poste italiane hanno predisposto uno speciale annullo.

Nel 1970 Edizioni Verdesi ha realizzato tre serie di 20 cartoline artistiche in quadricromia, dedicate agli acquerelli di Ettore Roesler Franz. Anche la PLURIGRAF, nell'ottobre 1983, ha realizzato una serie di 20 cartoline dedicate all'artista.

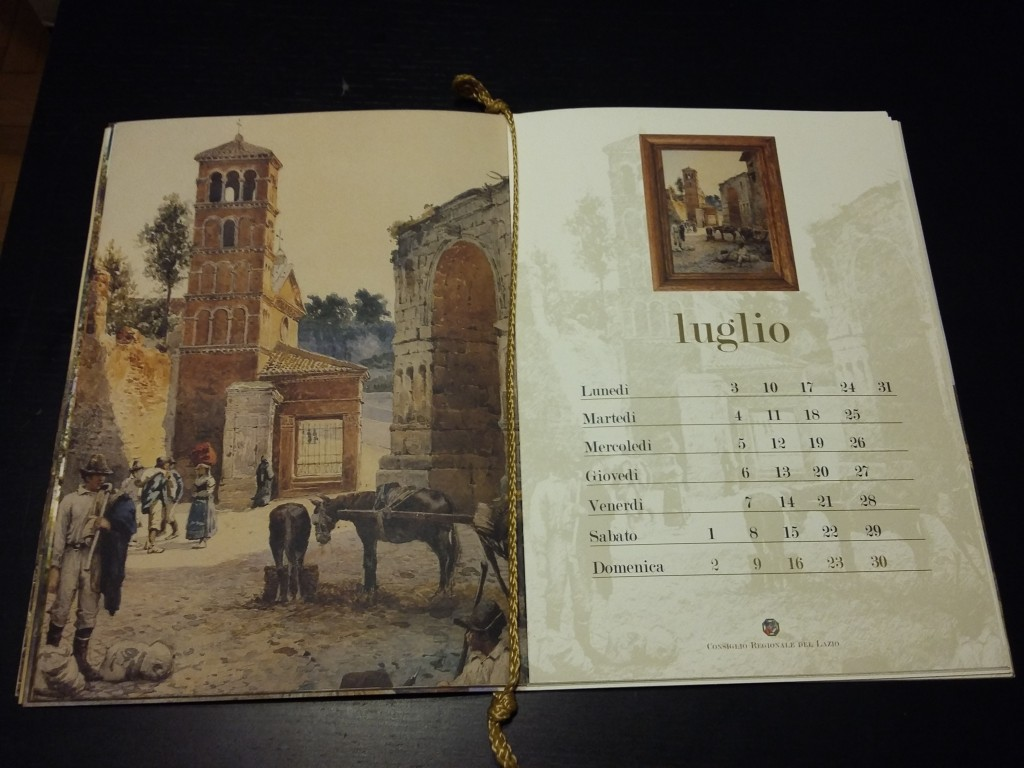
Calendario dedicato a
Ettore Roesler Franz

Nel 2006 il Consiglio regionale del Lazio (coordinamento editoriale Jakala Promoplan spa) ha realizzato un calendario cartaceo, interamente dedicato all'opera di Ettore Roesler Franz, con la riproduzione di numerosi suoi acquerelli. Un altro calendario è stato quello di Rodolfo De Mattei, Roma Sparita di Ettore Roesler Franz, Bergamo, Istituto Italiano d'Arti Grafiche.